# デイグラシアの羅針盤
『デイグラシアの羅針盤』（デイグラシアのらしんばん）は、同人サークルのカタリストが開発したノベルゲーム。

## 概要
カタリストのノベルゲーム第1作。KIDより発売された恋愛アドベンチャーゲーム『Ever17 -the out of infinity-』のオマージュとされるが、テーマやトリックは全く異なる。

## 沿革
- 2015年8月16日　PC版発売
- 2018年12月27日　レジスタよりNintendo Switch版発売

## 登場人物
野村灯理
16歳。双子の姉。
リュミエール=光理
16歳。自称詩人。
西芳寺ときわ
22歳。理系女子。
百井縁
28歳。チーフ添乗員。
柊乃蒼佑
31歳。船医。
片桐一瀬
大学院生。

## スタッフ
- 原案・プロデュース - 檜原聖司
- シナリオ - 七乃二条
- イラスト - ガガーリン吉
- サウンド - 藤田喬平
- デザイン・ムービー - 中沢あとむ
- 演出・システム - 萩槻
- プログラム・Web - 乃今ジョン
- 3D背景・3Dムービー - Gothic Craft
- 背景美術助手 - 見富トミー
- イラスト補助 - トネリコ